# 土格加劳
土格加劳（英语：Tuguegarao）是菲律宾卡加延河谷的区域中心和卡加延省的省会，始建于1604年5月9日，1999年升级为市，2007年人口为129,539人。三四月平均温度可达38°C，为菲律宾最高气温的城市之一。